# Дом Разумовской
Дом Разумовской — здание-достопримечательность в Москве.

## Географическое расположение
Дом находится в Центральном административном округе, районе Басманном, улице Маросейке, дом 2.

## История
Первое упоминание об этом месте датируется XV веком; здесь располагалась церковь Покрова Пресвятой Богородицы Покровского великокняжеского монастыря, давших имя улице Покровка. Около 1778 года при организации усадьбы Разумовских, церковь была снесена. В Актовых книгах указано, что имение было куплено Варварой Петровной Разумовской «21 июня 1779 года за 7000 рублей у московского архитектора К. И. Бланка, который объединил три смежных частных двора и бывший церковный погост в единое владение»
От усадебного ансамбля В. П. и А. К. Разумовских, чертежи которого находятся в альбомах Казакова, сохранился только главный дом, законченный в 1796 году, уже для одной В. П. Разумовской, прожившей 10 лет с графом Алексеем Кирилловичем Разумовским. В доме митрополитом Платоном было разрешено устройство домовой церкви.
В 1812 году, во время московского пожара здание не пострадало, поскольку в нём располагался маршал Эдуард Адольф Мортье (назначенный Наполеоном губернатором Москвы). 
В 1826 году здесь жил московский уездный предводитель дворянства Григорий Аполлонович Хомутов. В 1839 году новой хозяйкой стала В. Д. Попова. Для неё архитектор В. А. Балашов построил флигель, переделанный в дальнейшем в доходный дом с торговыми лотками. Во второй половине XIX века хозяевами стали купцы Еремеевы. При них в 1864 году была частично изменена деталировка фасадов; в 1890 году дом был перестроен А. Н. Кнабе; в 1894 году изменена внутренняя планировка, в первом этаже появились торговые помещения.
В начале XX века здесь находился трактир И. Коленовой. В советское время здесь находилось общежитие Центросоюза и Институт востоковедения имени Нариманова. Более века здесь располагается аптека. 
В 1971 году в дом был встроен вестибюль станции метро «Китай-город».

## Архитектура
«Дом относится к типу, распространившемуся в Москве в период зрелого классицизма. Он состоит из чётко выраженного объёма угловой ротонды и примыкающих к нему по линиям улицы и проезда двух симметричных корпусов. <…> Парадные помещения дома, среди которых были две круглые гостиные — в угловой ротонде и во внутреннем углу дома — и большой зал с хорами, окнами во двор, живописно группировались вокруг обширного полукруглого аванзала».